# 313384 Holetschek
313384 Holetschek è un asteroide della fascia principale interna. Scoperto nel 2002, presenta un'orbita caratterizzata da un semiasse maggiore pari a 2,351409 UA e da un'eccentricità di 0,164973, inclinata di 2,159786ª rispetto all'eclittica.
Fa parte della famiglia di asteroidi Nisa.